# ریچارد لونگ (هنرپیشه)
ریچارد لونگ (انگلیسی: Richard Long؛ ۱۷ دسامبر ۱۹۲۷ – ۲۱ دسامبر ۱۹۷۴) یک هنرپیشه اهل ایالات متحده آمریکا بود.